# Вільча (Сілезьке воєводство)
Вільча (пол. Wilcza) — село в Польщі, у гміні Пільховиці Гливицького повіту Сілезького воєводства.
Населення — 2138 осіб (2011).
У 1975—1998 роках село належало до Катовицького воєводства.

## Демографія
Демографічна структура станом на 31 березня 2011 року:
|          | Загалом | Допрацездатний вік | Працездатний вік | Постпрацездатний вік |
| -------- | ------- | ------------------ | ---------------- | -------------------- |
| Чоловіки | 1034    | 219                | 707              | 108                  |
| Жінки    | 1104    | 218                | 651              | 235                  |
| Разом    | 2138    | 437                | 1358             | 343                  |